# Bartholomeus van Hove
Pour les articles homonymes, voir Bartholomeus et Van Hove.
Bartholomeus Joannes van Hove né le 28 octobre 1790 à La Haye et mort dans la même ville le 8 novembre 1880 , est un peintre néerlandais et père de Hubertus van Hove. Il a joué un rôle important dans le développement de la peinture hollandaise du XIXe siècle en formant de nombreux élèves dont notamment Johannes Bosboom et Johan Hendrik Weissenbruch.

## Biographie
Van Hove a été l'élève de son père, Hubertus van Hove l'Ancien et du peintre de décors de théâtre JHAA Breckenheijmer. Il fut nommé directeur en 1820 à l'Académie Teeken de La Haye. À ce titre, il est devenu le maître de Johannes Bosboom, Johannes Josephus Destrée, son fils Hubertus van Hove, Charles Leickert, Samuel Verveer et Jan Hendrik Weissenbruch .
En 1823, il reçut une commande du ministère de la Guerre pour illustrer la variété des uniformes de l'armée néerlandaise dans une série de dessins à la plume. Van Hove était aussi un artiste décoratif et en 1829, il succède à son maître JHAA Breckenheijmer comme un peintre de scène au Théâtre de La Haye.
Dans le monde de la peinture de La Haye, il était un personnage public et, en 1847, il fut l'un des fondateurs du Pulchri Studio. Il est aussi devenu le premier président de ce groupe, un poste qu'il a occupé jusqu'en 1851. Il a également été membre du groupe Arti et Amicitiae d'Amsterdam, dont il est devenu président d'honneur en 1874.

## Style
Sauf pour des décors de théâtre, Van Hove peint surtout des paysages urbains et des intérieurs d'église dans un style romantique. Ses premières œuvres sont caractérisées par un style de peinture finement détaillé qui contraste fortement avec les grands ensembles colorés de la scène. Ses paysages urbains et intérieurs d'églises étaient souvent agrémentés de personnages, parfois réalisés par son fils Huib (Hubertus). Ses paysages urbains ultérieurs sont plus neutres et plus lisses dans des nuances de gris.

## Galerie

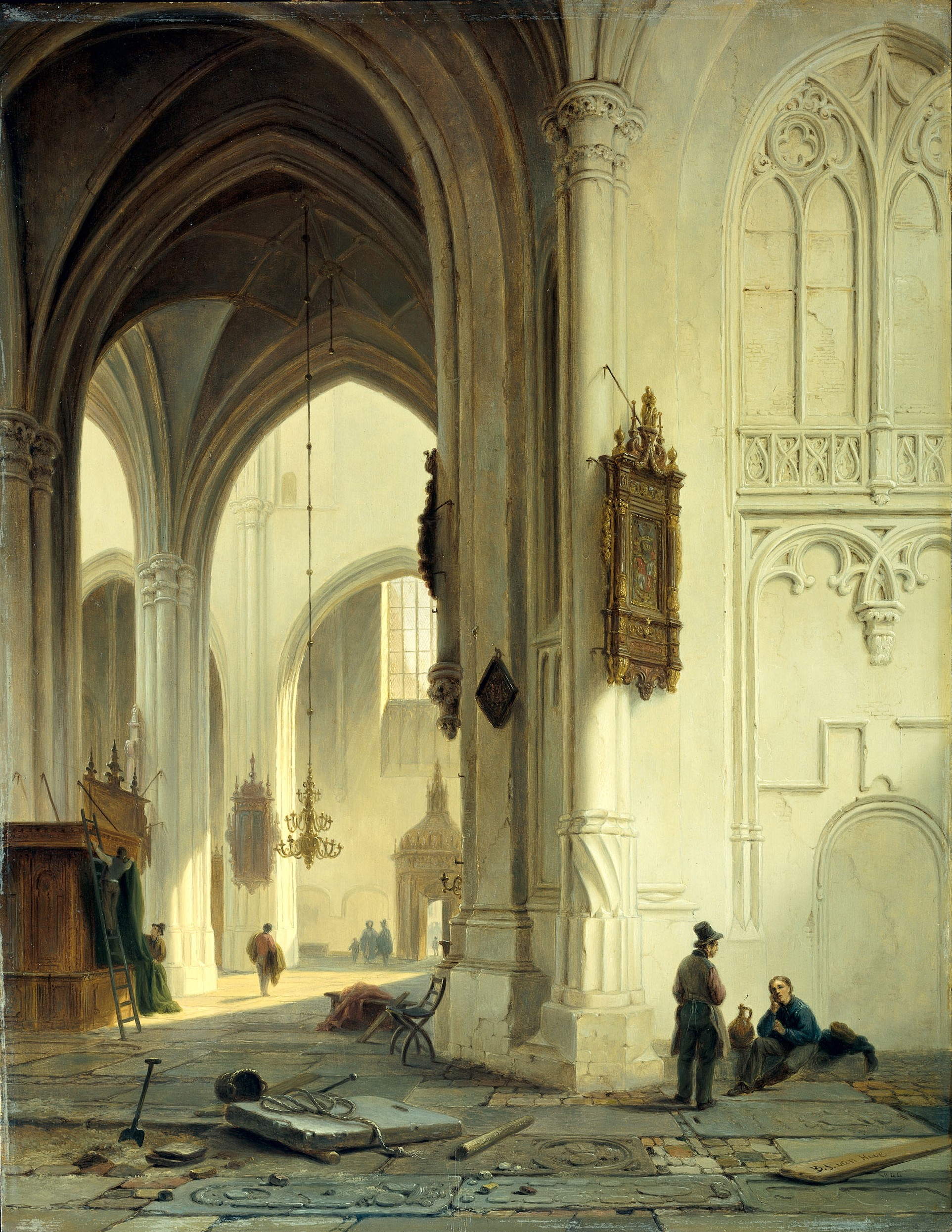
Intérieur d'église (1844). Huile sur panneau.
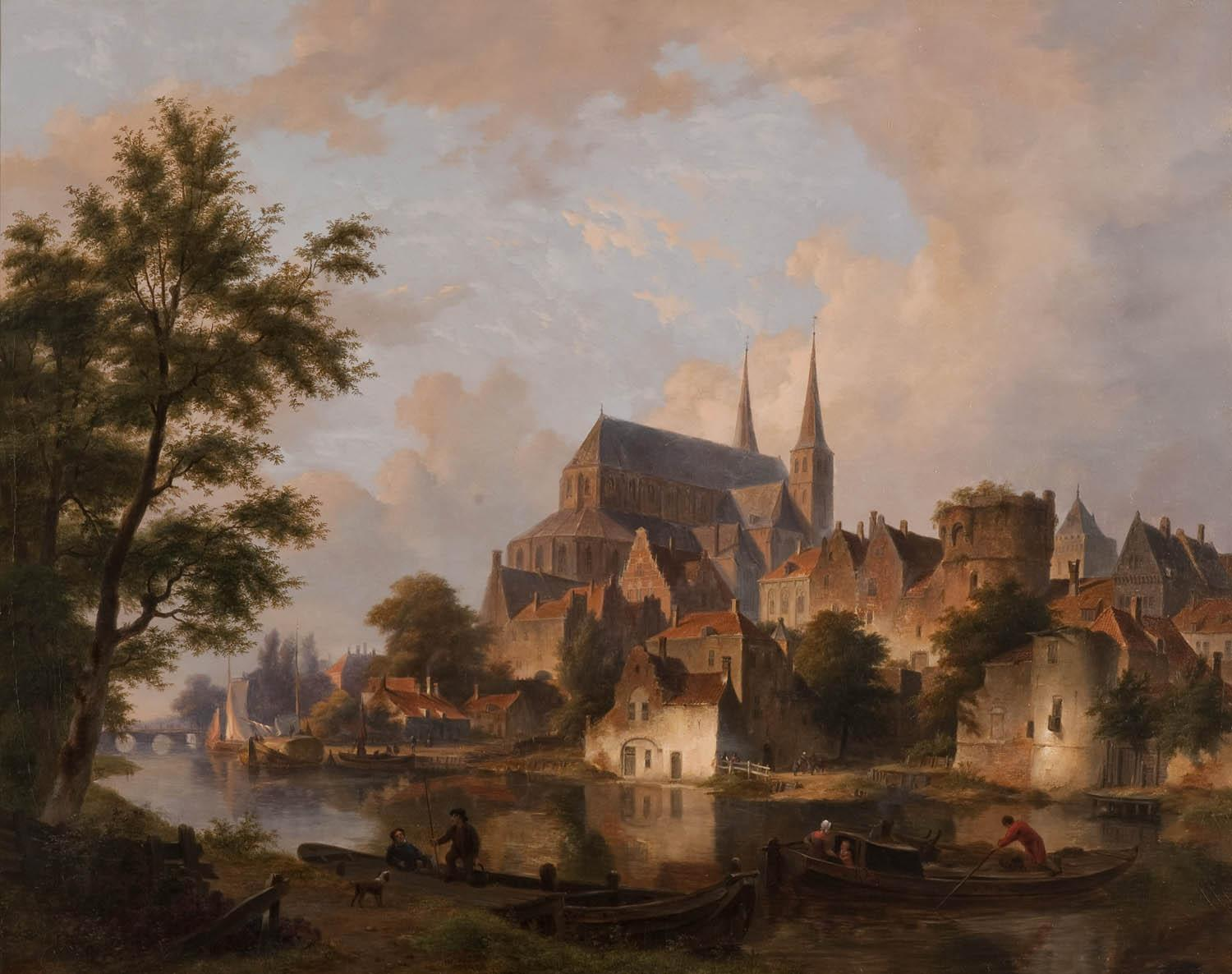
Capriccio Paysage urbain, éléments de Deventer
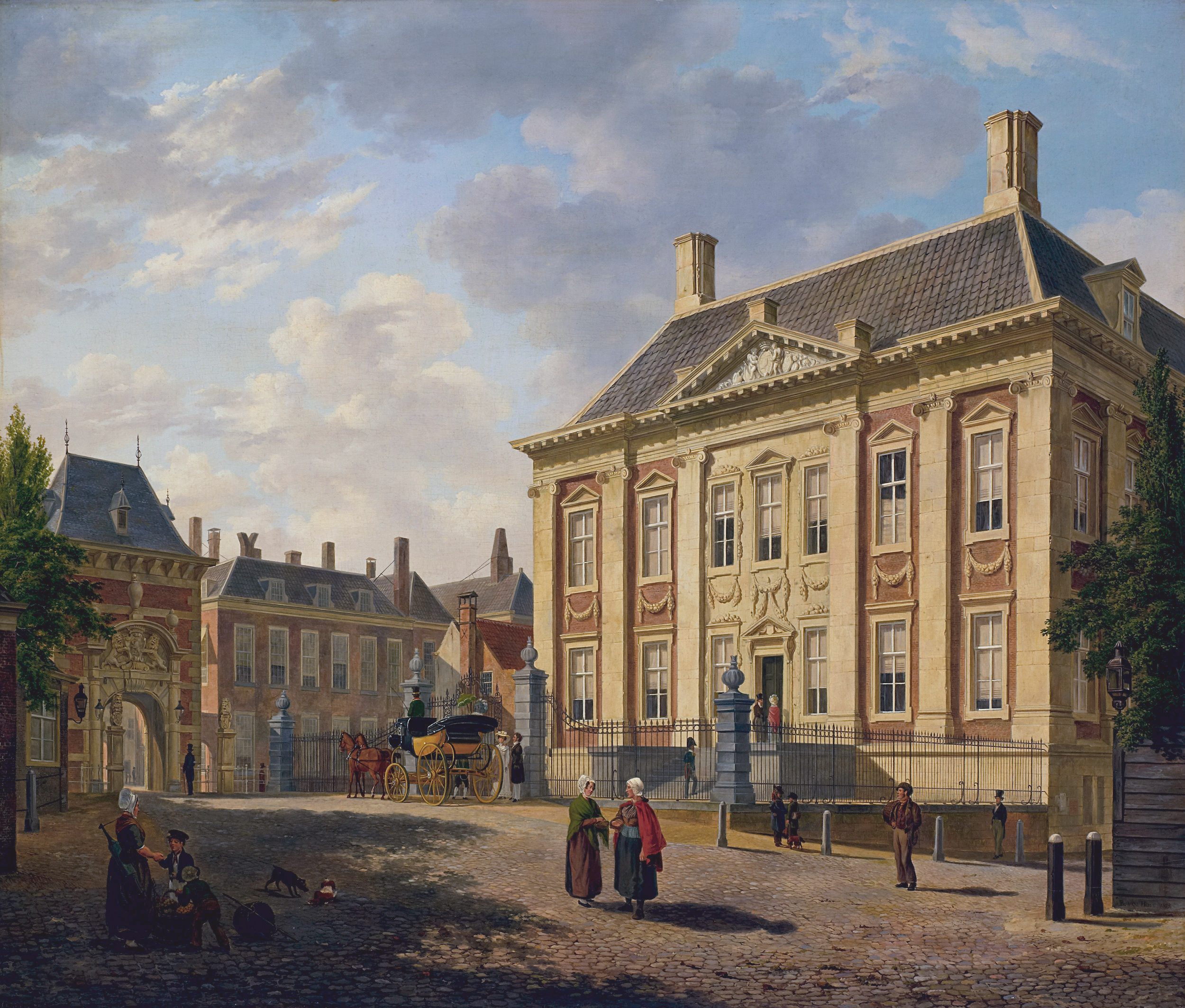
Le Mauritshuis à La Haye (1825)
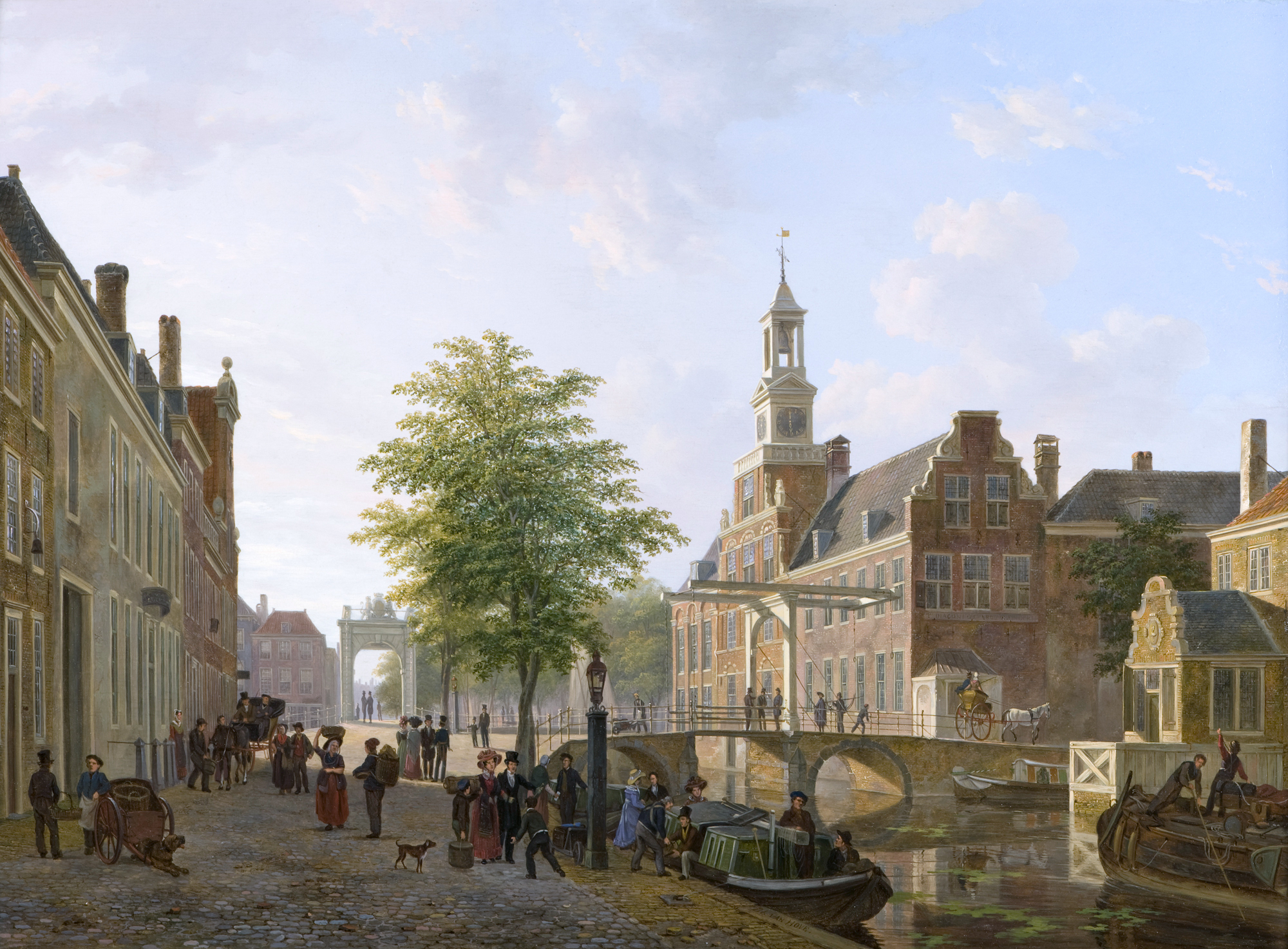
Vue de l'hospice pour femmes âgées et orphelins de La Haye (1830)

## Sources
1. ↑  Bartholomeus van Hove dans le RKD